# Otto Braun (SPD-politiker)

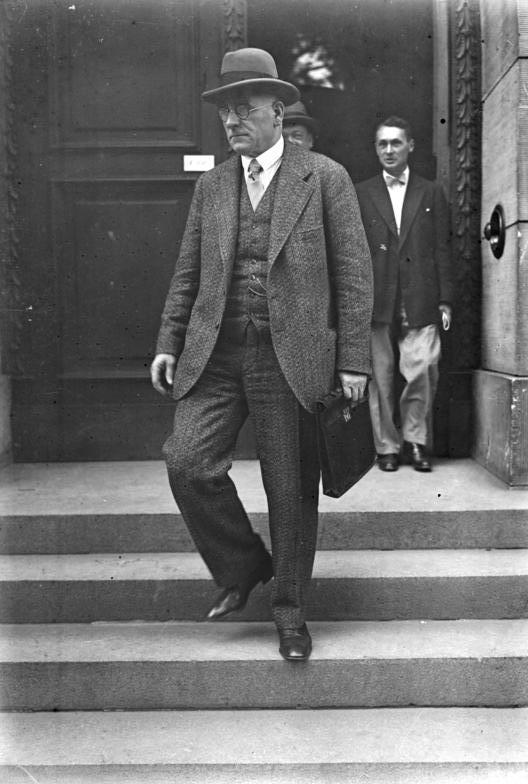
Otto Braun i juli 1930.

Otto Braun, född 28 januari 1872 i Königsberg (nuvarande Kaliningrad), död 15 december 1955 i Locarno, var en tysk socialdemokratisk politiker.

## Biografi
Braun var ursprungligen typograf till yrket och invaldes 1912 som socialdemokrat i Preussens andra kammare, där han ganska snart vann en bemärkt ställning inom sitt eget parti. Efter revolutionen ingick han som jordbruksminister i den preussiska ministär, som i november 1918 bildades med socialdemokraten Paul Hirsch som ministerpresident och behöll sin post tills han i mars 1920 efterträdde Hirsch, sedan dennes ställning blivit undergrävd genom Kappkuppen. Brauns regering fick sitt parlamentariska stöd av samma vänsterkoalition som sedan 1919 uppburit den avgående ministären, bestod till större delen av samma personer och fullföljde i stort sett samma politik. Sedan uppgiften att ge Preussen en ny, demokratisk författning blivit löst, upplöstes den preussiska landsförsamlingen. Då de följande valen i februari 1921 gav lantdagen en mera borgerlig sammansättning, valde denna till ministerpresident centrumpolitikern Adam Stegerwald. Redan i november samma år återvände Braun dock som ministerpresident i en ministär, sammansatt av framskjutna medlemmar ur "den stora koalitionen" (center, liberaler och socialdemokrater). Trots socialdemokraternas tillbakagång vid preussiska lantdagsvalen 1924 och trots en långvarig regeringskris i sammanhang därmed behöll Braun sin post, med ett kort avbrott för tiden 10 februari – 3 april 1925. Tyska folkpartiet bröt sig dock 1925 ur regeringskoalitionen, och även senare blev ministären något förändrad. Brauns regering utkämpade flera konflikter med riksregeringen, som delvis representerades av andra politiska åskådningar. I de preussiska lantdagsvalen i maj 1928 behöll Braun sin ställning.